# Neka ostane među nama
Neka ostane među nama (croat: Només entre nosaltres) és una pel·lícula dramàtica croata del 2010 dirigida per Rajko Grlić protagonitzada per Miki Manojlović, Bojan Navojec, Nataša Dorčić, Daria Lorenci] i Ksenija Marinković. La pel·lícula és una coproducció que inclou Mainframe Production de Croàcia, Yodi Movie Craftsman de Sèrbia i Studio Maj d'Eslovènia i va ser finançada addicionalment per la Hrvatska radiotelevizija i Eurimages.

## Argument
La pel·lícula, ambientada a Zagreb, se centra al voltant de dos germans de classe mitjana de mitjana edat, Nikola i Braco (interpretats per Manojlović i Navojec) i les vides paral·leles que porten enmig d'una xarxa de relacions complexes amb les seves dones, amants i nens. La pel·lícula ha estat descrita pels crítics com un examen de "la soledat, l'adulteri i la vida urbana", i ha estat elogiada per la seva representació autèntica de la Zagreb contemporània.

## Repartiment
- Miki Manojlović - Nikola
- Bojan Navojec - Braco
- Ksenija Marinković - Marta
- Daria Lorenci - Anamarija
- Nataša Dorčić - Latica
- Nina Ivanišin - Davorka
- Buga Šimić - Maja
- Živko Anočić - Nino
- Krešimir Mikić - Jura

## Premis
La pel·lícula va ser nominada al Globus de Cristall al 45è Festival Internacional de Cinema de Karlovy Vary, on Rajko Grlić va guanyar el premi al millor director, i on també va guanyar el premi Label Europa Cinemas. També va guanyar set premis Arena d'Or al Festival de Cinema de Pula de 2010, els premis nacionals de cinema de Croàcia, inclòs els de Millor pel·lícula, Millor director (Rajko Grlić), Millor actriu secundària (Ksenija Marinković), Millor fotografia (Slobodan Trninić), Millor disseny de producció (Ivo Hušnjak), Millor música de cinema (Alfi Kabiljo i Alan Bjelinski) i Millor edició de so (Srđan Kurpjel).